# Сима Чжун
Сима Чжун (спрощ.: 司馬衷; піньїнь: Sima Zhong; 259 —8 січня 307) — 2-й китайський імператор з династії Цзінь у 290—307 роках. Храмове ім'я Хуей-ді (спрощ.: 晋惠帝; кит. трад.: 晉惠帝; піньїнь: Jìn Huì Dì; Вейд-Джайлз: Chin Hui-ti).

## Життєпис

### Молоді роки
Походив з імператорського роду Сима (династія Цзінь). Син імператора Сима Яня. 267 року Чжуна було проголошено спадкоємцем трону. 271 року він одружився з Цзя Наньфен, яка мала на нього великий вплив. Відтоді Сима Чжун часто діяв під тиском своєї дружини. Це викликало конфлікти з власним батьком. Розуміючи нездатність Сима Чжуна керувати імперією, Сима Янь призначив йому в якості регентів Ян Цзюня та Сима Ляна.

## Правління
Після смерті батька Сима Чжун став новим імператором під ім'ям Хуей-ді. За його правління почалось відкрите панування аристократії. Усі князі змагалися один з одним в багатстві, купалися в надзвичайній розкоші й без ліку смітили грошима. Імператор був людиною недалекою і слабкодухою, наближені маніпулювали ним, як хотіли. Самостійно правити він не міг і віддав владу в руки свого міністра Ян Цзюня. Той був людиною здібною, однак він не зумів порозумітися з дружиною Хуей-ді — жорстокою і норовливої імператрицею Цзя. Вона 291 року намовила чуського князя Сима Вея вбити Ян Цзюня та вручила владу жунаньському князю Сима Ляну.
Того ж року імператриця намовила Сима Вея вбити Сима Ляна, після чого наказала стратити Сима Вея, звинувативши його в скоєнні вбивства з метою захоплення влади. Конфлікти при дворі призвели до послаблення центральної влади. Внаслідок цього 296 року спалахнуло повстання племені цян, яке вдалося придушити лише 299.
300 року за наказом імператриці було вбито спадкоємця престолу Сима Юя. Той злочин став приводом до повстання знаті, відомого як «Заколот восьми князів». Сима Лунь, князь Чжао, Сима Цзюн, князь Ці, Сима Ін, князь Ченду, Сима Юн, князь Хенцзянь, Сима І, князь Чансі та Сима Юе, князь Дунхай, виступили проти імператриці та її прихильників, але потім пересварились і почали міжусобну війну. Кожен з них почергово ставав регентом, а 301 року Сима Лунь навіть повалив імператора, маючи намір перебрати на себе імператорську владу. Втім цьому завадили інші представники роду Сима. Чвари тривали протягом усього царювання Хуей-ді й завершились лише 306 року.
Країна, яка ще не оговталася від смути попередніх часів, була знову розорена й ослаблена. Особливо постраждали північні райони держави. Через голод і неврожаї звідти почався масовий відтік населення на південь. На землі, що колись належали китайцям, полинули з Монголії, Маньчжурії й Тибету кочові племена хунну, сяньбі, цзе, ді і цян. Але цим справа не скінчилася — скориставшись сприятливою обстановкою, кочівники вторглися на Центральну рівнину, в межиріччі Янцзи та Хуанхе. Першими туди прийшли хунну і цзе. 304 році хуннський шаньюй (володар) Лю Юань захопив Цзогочен (сучасний повіт Ліши провінції Шаньсі) та взяв титул князя Хань.
Зрештою владу захопив, ставши регентом, Сима Юе, князь Дунхай. 8 січня 307 року за його наказом імператора Хуей-ді було отруєно. Ще раніше — 304 року за наказом регента Сима Юна спадкоємцем трону став брат Сима Чжуна — Сима Чі.